# Martin Freeman

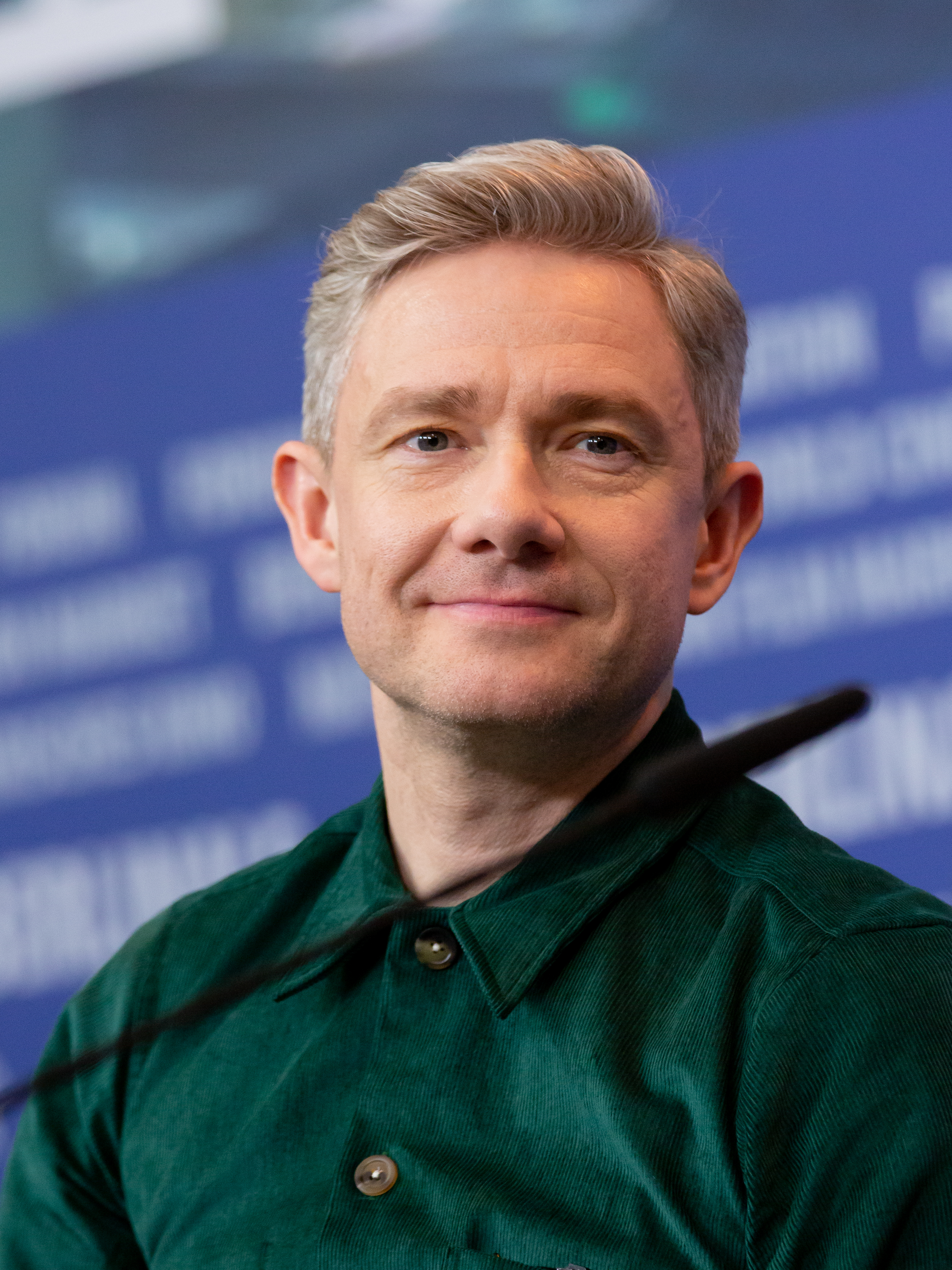
Martin Freeman auf der Berlinale 2019

Martin John Christopher Freeman (* 8. September 1971 in Aldershot, Hampshire, England) ist ein britischer Schauspieler.

## Leben und Karriere
Martin Freeman ist das jüngste von fünf Kindern. Seine Eltern trennten sich, als er fünfeinhalb Jahre alt war. Als er zehn war, starb sein Vater Geoffrey Freeman an einem Herzinfarkt. In seiner Kindheit litt Freeman an Asthma und Morbus Perthes. Mit fünfzehn Jahren trat er einer Jugendtheatergruppe bei und studierte später Schauspielerei an der Central School of Speech and Drama in London.
Im englischsprachigen Raum wurde Martin Freeman durch die von 2001 bis 2003 produzierte Comedy-Serie The Office bekannt, die unter anderem einen Golden Globe erhielt. Er wirkte in einigen Kinofilmen mit, darunter Sacha Baron Cohens Ali G in da House, Tatsächlich… Liebe und Shaun of the Dead. In der Filmadaption Per Anhalter durch die Galaxis von Douglas Adams’ gleichnamigem Buch spielte er die Hauptrolle des Arthur Dent. Peter Greenaway engagierte ihn 2006 als Rembrandt in Nightwatching. Eine weitere Filmhauptrolle übernahm Freeman in der Weihnachtskomödie Der Weihnachtsmuffel. 
Von 2010 bis 2017 spielte Freeman in der BBC-Fernsehserie Sherlock Holmes’ Gefährten Dr. John Watson. Für seine Darstellung erhielt er 2011 den BAFTA TV Award für die beste Nebenrolle und 2012 eine Emmy-Nominierung. Freeman spielte die Hauptrolle Bilbo Beutlin in Peter Jacksons dreiteiliger Verfilmung des Tolkien-Romans Der Hobbit. 2014 spielte er in der Fernsehserie Fargo eine der Hauptrollen.
2016 war Freeman in The First Avenger: Civil War in der Rolle des US-Regierungsmitarbeiters Everett K. Ross zu sehen. Diese Rolle übernahm er erneut im Film Black Panther (2018) und auch in Black Panther: Wakanda Forever (2022).
Bislang hat sich noch kein deutscher Synchronsprecher für Freeman etabliert. Am häufigsten wurde er von Manuel Straube, Philipp Brammer, Oliver Rohrbeck und Sebastian Schulz gesprochen.
Freeman tritt politisch in Erscheinung. Bei der britischen Unterhauswahl 2015 unterstützte er die sozialdemokratische Labour Party.
Mit seiner langjährigen Partnerin, der Schauspielerin Amanda Abbington, stand Freeman seit dem Jahr 2000 in verschiedenen Produktionen zusammen vor der Kamera. Das Paar hat eine Tochter und einen Sohn. 2016 trennte sich das Paar. Im Jahr 1998 wirkte er mit am offiziellen Musikvideo für den Song I started a joke der Rockgruppe Faith No More.

## Filmografie (Auswahl)
- 1997: The Bill (Fernsehserie, Folge 13x03)
- 1997: This Life (Fernsehserie, Folge 2x01)
- 1998: Casualty (Fernsehserie, Folge 13x08)
- 2000: Black Books (Fernsehserie, Folge 1x01)
- 2001–2003: The Office (Fernsehserie, 14 Folgen)
- 2002: Ali G in da House (Ali G Indahouse)
- 2003: Tatsächlich… Liebe (Love Actually)
- 2004: Shaun of the Dead
- 2004: Call Register (Kurzfilm)
- 2005: Per Anhalter durch die Galaxis (The Hitchhiker’s Guide to the Galaxy)
- 2006: Breaking and Entering – Einbruch & Diebstahl (Breaking and Entering)
- 2006: Confetti – Heirate lieber ungewöhnlich (Confetti)
- 2007: Dedication
- 2007: The Good Night
- 2007: Hot Fuzz – Zwei abgewichste Profis (Hot Fuzz)
- 2007: Das Chaos – Gar nicht allein zu Haus! (The All Together)
- 2007: Nightwatching – Das Rembrandt-Komplott (Nightwatching)
- 2009: Micro Men
- 2009: Der Weihnachtsmuffel (Nativity!)
- 2010: Wild Target – Sein schärfstes Ziel (Wild Target)
- 2010–2017: Sherlock (Fernsehserie, 13 Folgen)
- 2011: Swinging with the Finkels
- 2011: Der perfekte Ex (What’s Your Number?)
- 2012: Die Piraten! – Ein Haufen merkwürdiger Typen (The Pirates! – In an Adventure with Scientists/The Pirates! – Band of Misfits)
- 2012: The Voorman Problem (Kurzfilm)
- 2012: Der Hobbit: Eine unerwartete Reise (The Hobbit: An Unexpected Journey)
- 2012: Animals
- 2013: The World’s End
- 2013: Der Hobbit: Smaugs Einöde (The Hobbit: The Desolation of Smaug)
- 2014: Fargo (Fernsehserie, 10 Folgen)
- 2014: Der Hobbit: Die Schlacht der Fünf Heere (The Hobbit: The Battle of the Five Armies)
- 2014: Svengali
- 2015: Der Fall Eichmann (The Eichmann Show, Fernsehfilm)
- 2015: Midnight of My Life (Kurzfilm)
- 2016: Whiskey Tango Foxtrot
- 2016: The First Avenger: Civil War (Captain America: Civil War)
- 2016–2017: StartUp (Fernsehserie, 20 Folgen)
- 2017: Ghost Stories
- 2017: Cargo
- 2018: Black Panther
- 2019: Die Agentin (The Operative)
- 2019: Ode to Joy
- 2019: A Confession (Miniserie, 6 Folgen)
- 2020–2023: Breeders (Fernsehserie, 40 Folgen)
- seit 2022: The Responder (Fernsehserie)
- 2022: Black Panther: Wakanda Forever
- 2023: Secret Invasion (Fernsehserie, 2 Folgen)
- 2024: Miller’s Girl

## Auszeichnungen und Nominierungen
Golden Globe Award
- 2015: Nominierung als Bester Hauptdarsteller – Mini-Serie oder TV-Film in Fargo

Emmy
- 2012: Nominierung als Bester Nebendarsteller in einer Miniserie oder einem Fernsehfilm in Sherlock: Ein Skandal in Belgravia
- 2014: Auszeichnung als Bester Nebendarsteller in einer Miniserie oder einem Fernsehfilm in Sherlock: Sein letzter Schwur
- 2014: Nominierung als Bester Hauptdarsteller in einer Miniserie oder einem Fernsehfilm in Fargo

BAFTA TV Award
- 2004: Nominierung als Beste männliche Comedy Leistung in The Office
- 2011: Auszeichnung als Bester Nebendarsteller in Sherlock
- 2012: Nominierung als Bester Nebendarsteller in Sherlock

British Comedy Awards
- 2002: Nominierung als Top Fernsehcomedy Schauspieler in The Office
- 2004: Nominierung als Top Fernsehcomedy Schauspieler in The Office

MTV Movie Awards
- 2013: Nominierung als Bester Angsthase in Der Hobbit: Eine unerwartete Reise
- 2013: Auszeichnung als Bester Filmheld in Der Hobbit: Eine unerwartete Reise
- 2014: Nominierung als Bester Filmheld in Der Hobbit: Smaugs Einöde
- 2015: Nominierung als Bester Filmheld in Der Hobbit: Die Schlacht der Fünf Heere

The Mousetrap Awards
- 2015: Auszeichnung als Bester männlicher Darsteller in Richard III

Phoenix Film Critics Society Award
- 2004: Nominierung als Bestes Schauspielensemble in Tatsächlich... Liebe